# Matt Elam
Matt Elam (Palm Beach Gardens, 21 settembre 1991) è un giocatore di football americano statunitense che gioca nel ruolo di safety per i Massachusetts Pirates della Indoor Football League (IFL). Fu scelto nel corso del primo giro (32º assoluto) del Draft NFL 2013 dai Ravens.Al college giocò a football all’Università della Florida.

## Carriera professionistica

### Baltimore Ravens
Elam era considerato una delle migliori safety selezionabili nel Draft NFL 2013. Il 25 aprile fu scelto come 32º assoluto dai Baltimore Ravens. Il 18 luglio 2013 Elam firmò un contratto quadriennale del valore di 6,76 milioni di dollari (5,4 milioni garantiti) di cui 3,3 milioni di bonus alla firma.
Elam debuttò come professionista nella settimana 1, mettendo a segno un tackle contro i Denver Broncos. La settimana successiva partì per la prima volta come titolare, facendo registrare 5 tackle nella vittoria contro i Cleveland Browns. Nel Monday Night Football della settimana 15 contro i Detroit Lions guidò la sua squadra con 10 dieci tackle e mise a segno il primo intercetto in carriera ai danni di Matthew Stafford. La sua stagione da rookie si concluse disputando tutte le 16 partite, 15 delle quali come titolare, con 77 tackle, 1 intercetto e 3 passaggi deviati.

## Vittorie e premi
Nessuno

## Statistiche
| Partite totali      | 16 |
| Partite da titolare | 15 |
| Tackle              | 77 |
| Sack                | 0  |
| Intercetti          | 1  |

Statistiche aggiornate alla stagione 2013